# Eastern Sports Club
Eastern Sports Club is een voetbal- en basketbalclub uit Hongkong. De club staat ook bekend onder de sponsornaam Eastern Long Lions.

## Geschiedenis
De club werd in 1932 opgerich als Eastern Athletic Association. De club werd vier keer kampioen van de First Division, de toenmalige hoogste klasse. In 1997, twee jaar na de laatste titel degradeerde de club voor het eerst. In 2003 zakte de club zelfs weg naar de derde klasse. In 2006 promoveerde de club. De club eindigde in 2007 op een degradatieplaats, maar werd door de voetbalbond uitgenodigd om het volgende seizoen terug in de hoogste klasse te spelen waardoor de club promoveerde in plaats van degradeerde. De club won de Senior Shield dat jaar en kwalificeerde zich zowaar voor de AFC Cup, waar ze in de groepsfase derde werden. In 2016 werd de club ook kampioen van de Premier League, de profcompetitie die in 2014 ingevoerd werd. De club schreef hiermee wereldgeschiedenis door als eerste team ter wereld kampioen te worden in de hoogste klasse met een vrouwelijke trainer.

## Erelijst
Hong Kong Premier League (1x)
2015-2016
Hong Kong First Division League (4x)
1955–56, 1992–93, 1993–94, 1994–95
Hong Kong Senior Challenge Shield (10x)
1939–40, 1952–53, 1955–56, 1981–82, 1986–87, 1992–93, 1993–94, 2007–08, 2014–15, 2015–16
Hong Kong FA Cup
1983–84, 1992–93, 1993–94, 2013–14
Hong Kong League Cup
2005–06, 2006–07, 2011–12, 2014–15, 2015–16